# 防災倉庫
防災倉庫（ぼうさいそうこ）とは、地域防災の備えとして、消耗品が保管・備蓄されている倉庫で、国や県・地方自治体や消防団・町内会等が管理している。

## 概要
この倉庫には様々な物資が用意され、広域避難場所として利用される施設、収容避難場所に使用される小中学校、町内会公民館等に併設されていることが多い。また、通常の倉庫と兼用している場合もみられる。
いずれも火災・震災・洪水などが発生しても、その被害を受けにくい場所、受けにくい構造をしており、これら防災倉庫が、災害発生時に被災者の生命や財産を守る物資を提供する。特に日本では古くより大規模火災や地震・水害により、多くの人命が失われた事もあり、全国各地にこのような設備が存在する。また、関東から東海にかけての地域など、東海地震・東南海地震といった大地震が予想される地域では、企業などでも独自に防災倉庫を設置する所も多い。
古くは水害時における「水塚」や火災時においての「土蔵や蔵」なども防災倉庫の役割を持っていた。

## 保管物資の主なもの
- ポンプ（揚水・放水が可能なもの）
- ホース（消防用の大口径のもの）
- 消火器

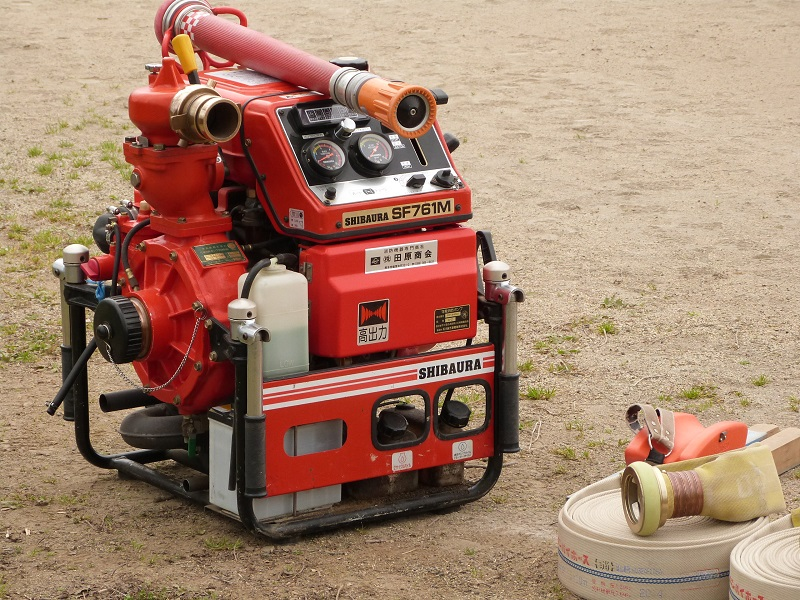
可搬消防ポンプ・ホース・放水ノズル等

- 救出用具一式（シャベル、ツルハシ、ハンマー、バール、ジャッキ など）
- 天幕（テント）、ブルーシート
- 簡易トイレ
- ロープ
- リヤカー
- 筵
- 土嚢用の袋

- 防寒用の毛布
- 非常食料
- 簡易な医薬品（ 救急箱 ）
- 鍋
- コンロ
- 浄水器
- 給水タンク
- 発電機またはバッテリー、乾電池
- バルーン型投光器
- LEDライト
- 交通誘導灯
- ラジオ
- 燃料
- 発電用・ポンプ用のガソリン缶

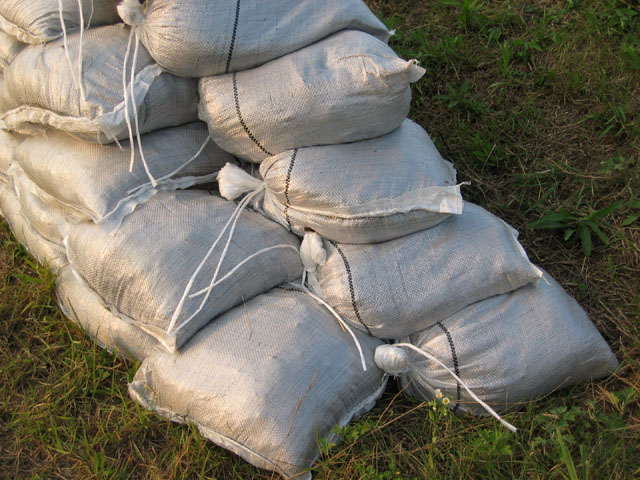
土のう

※ 炊き出しなどの活動に供するため、調理器具（釜や鍋・蒸し器など）を備える所も見られる。
防災用品も参照